# Definitivos do País
Os selos definitivos do país, anteriormente conhecidos como selos regionais de correio da Grã-Bretanha são os selos postais emitidos para regiões do Reino Unido, refletindo a identidade regional dos vários países e ilhas das ilhas britânicas.
Os selos postais foram emitidos pela Grã-Bretanha pela primeira vez em maio de 1840 e foram válidos em todo o Reino Unido da Grã-Bretanha e Irlanda até 1922 e no Reino Unido da Grã-Bretanha e Irlanda do Norte posteriormente.
Em 1958, foram introduzidas questões regionais especiais, com as Ilhas do Canal, Ilha do Homem, Irlanda do Norte, Escócia e País de Gales recebendo suas próprias edições especiais. Os desenhos usavam o mesmo retrato que os Wildings, mas foram especialmente projetados para incorporar os símbolos de cada uma das nações de origem e dependências da Coroa.
Os selos regionais da Irlanda do Norte, Escócia, País de Gales e Ilha de Man foram alterados para os Machins sobre a dizimação, com os emblemas relevantes mostrados no canto superior esquerdo. Foram substituídos entre 1999 e 2000 por novos projetos para as quatro nações de origem.
Embora geralmente vendidos em correios em suas respectivas áreas, todos eram válidos em todo o Reino Unido e, até que se tornaram postalmente independentes, as Dependências da Coroa.

## Proposta pós-guerra
A ideia de selos regionais surgiu após a Segunda Guerra Mundial para ajudar o turismo nas Ilhas do Canal, que haviam sido ocupadas pelas forças alemãs até o fim do conflito. O conceito foi estendido a todas as regiões do Reino Unido, e foram preparados ensaios: posições da cabeça do rei Jorge VI e símbolos.

## Questões de 1958
Comitês especiais foram criados para escolher os emblemas heráldicos ou símbolos para cada país ou ilha. Estes são discutidos nas seções abaixo. O primeiro valor (3d lilás profundo) das questões regionais foi introduzido em 18 de agosto de 1958 nas Ilhas do Canal, na Ilha de Man, Escócia, País de Gales e Irlanda do Norte. O desenho consistia no retrato da Rainha de Dorothy Wilding cercado por símbolos regionais apropriados. Outros valores foram introduzidos em datas posteriores. Algumas das datas de emissão não são claras, pois os selos foram emitidos pela primeira vez no Filatélica Bureau em Edimburgo, outros primeiro no Balcão Filatélica em Londres, mas outros primeiro na região.
As cores utilizadas foram consistentes em várias regiões, e permaneceram constantes com exceção do valor 4d, que foi emitido em três cores diferentes – inicialmente ultramarina, depois azeitona-sépia e finalmente vermelhão. A mudança de cor inicial do 4d foi feita para alinhar com a usada pela recém-emitida série pré-decimal Machin (a partir de 5 de junho de 1967). A cor do Machin 4d foi então alterada por causa de reclamações de que a data dos carimbos (crítico para entradas em piscinas de futebol) não podia ser lida em uma cor tão escura. Todos os 4d regionais foram então alterados novamente para a nova cor Machin de vermelhão.

### Escócia

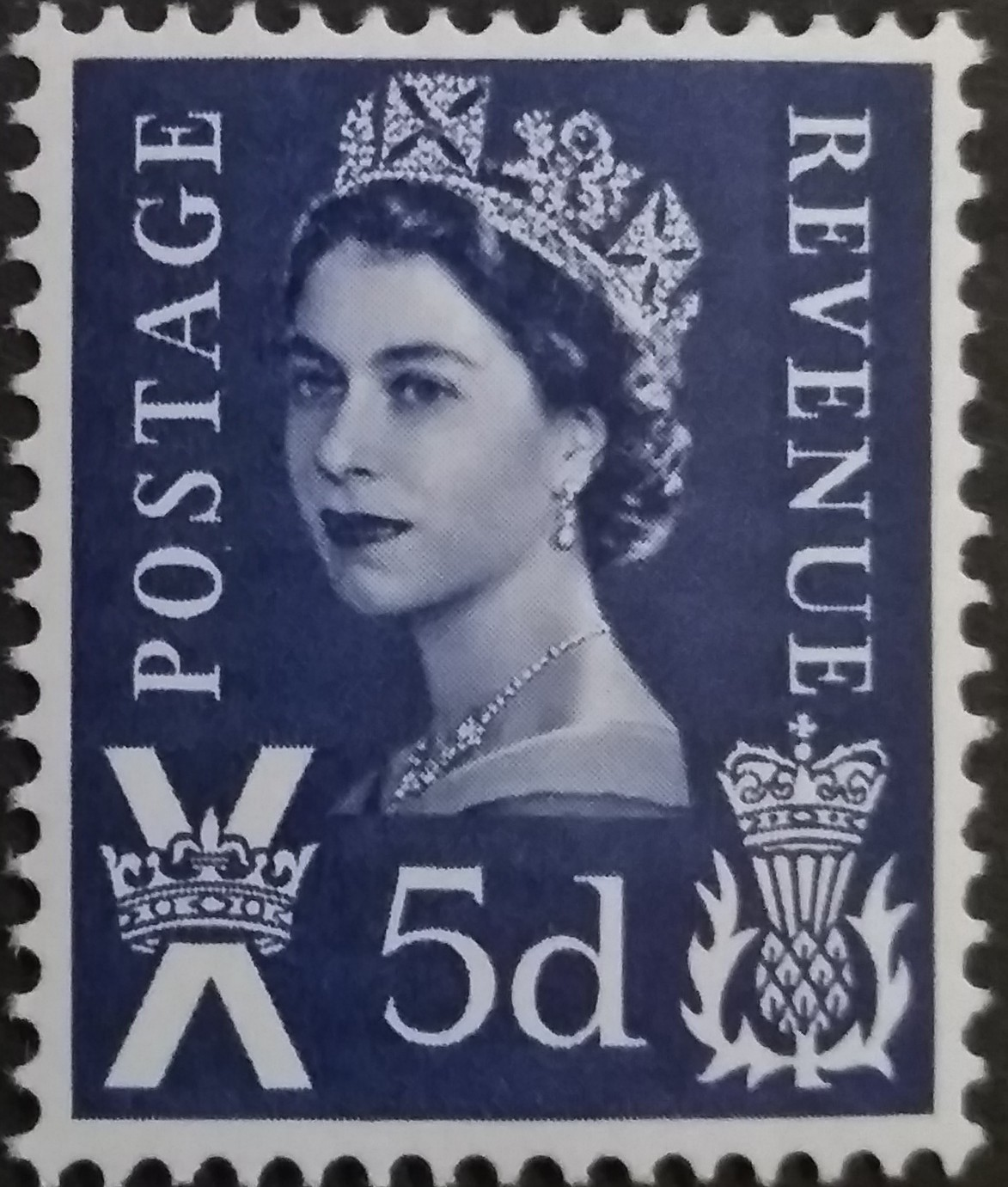
Denominação 5d (design também usado para 3d e 4d).

O Comitê Escocês escolheu desenhos de John B. Fleming, Gordon F. Huntly e Archie B. Imrie.

### País de Gales
Os símbolos selecionados pelo comitê galês eram um Dragão Galês (passante) e o alho-poró. Três desenhos de Reynolds Stone foram escolhidos.

### Irlanda do Norte
Percebeu-se que havia alguns problemas particulares criando os definitivos da Irlanda do Norte devido à falta de símbolos que poderiam ser usados para representar a Irlanda do Norte, evitando o simbolismo político controverso. O comitê encarregado de organizar a escolha do projeto decidiu sobre o retrato da Rainha de Dorothy Wilding aumentado com símbolos: a Mão Vermelha de Ulster (o emblema dos O'Neills – a casa real de Ulster); os Braços da Irlanda do Norte (sem partidários); a estrela coroada de seis pontas com a Mão Vermelha; a Planta do Linho (com ou sem folhas); e um Portão de Campo com pilares ulster. Vários artistas locais foram escolhidos para apresentar desenhos e um de cada um foi escolhido pela Rainha. Os artistas eram: Thomas Collins; Leonard Pilton; William Hollywood; Colin Middleton; Srta. T. Robinson. Três, Collins; Pilton e Hollywood foram escolhidos para serem emitidos.

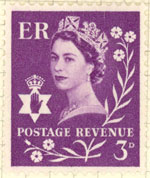
Denominação 3d (design também usado para 4d e 5d emitido posteriormente)
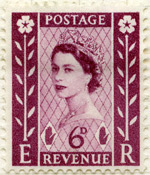
Denominação 6d (design também usado para 9d emitido posteriormente)
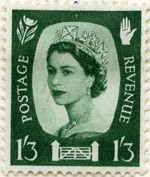
Denominação 1/3d (design também usado para 1/6 emitido posteriormente)

### Ilha do Canal
Eric Piprell projetou os selos Guernsey. Estes mostram a Coroa de Guilherme, o Conquistador e o Lírio Guernsey, como descrito no livro The Lilium Sarniense de James Douglas publicado em 1975. Também projetou o 21⁄2+d, que mostrou uma variação do tema Lily e Crown. Os selos Jersey foram projetados por William Gardner, com exceção do 21⁄2+d edição que foi projetado por Edmund Blampied. O projeto Gardner mostrou o Maça apresentado à ilha por Carlos II em 1663 e os Braços de Jersey como os principais sujeitos com uma planta de batata e tomate nas fronteiras para enfatizar a importância da agricultura. O design blampied também usou o Maça e Armas, mas em posições diferentes e omitiu as plantas. Fonte: Channel Islands Stamps and Postal History, publicado por Stanley Gibbons em 1979.
Jersey e Guernsey depois tornaram-se independentes em 1 de outubro de 1969, quando cada um deles emitiu sua própria série inaugural.

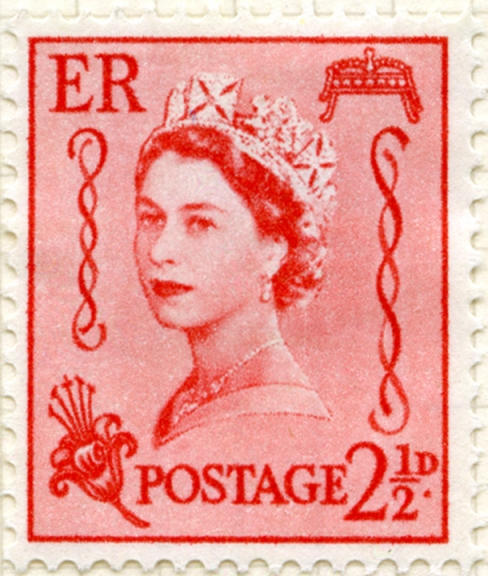
Guernsey 21⁄2+d edição regional de 1964; projeto por Eric Piprel

### Ilha de Man
Os selos da Ilha do Homem foram projetados por John Nicholson, incluindo o Tre Cassyn (Three Legs) Escutcheoned (em um escudo), as três esporas parecendo estrelas, e tinha um padrão de cadeia de anel de borda baseado em desenhos em antigas cruzes de pedra Manx.

## Questões decimais
Em 7 de julho de 1971 os desenhos anteriores baseados em Wilding para a Ilha de Man, Escócia, País de Gales e Irlanda do Norte foram substituídos por desenhos semelhantes aos definitivos do retrato padrão britânico de Machin. Cada selo tinha um retrato de tamanho reduzido da Rainha Isabel II por Arnold Machin com um emblema nacional no canto superior esquerdo, este último projetado por Jeffery Matthews. Os emblemas utilizados foram:
- Ilha do Homem: O triskelion;
- Irlanda do Norte: A "Mão Vermelha" em uma estrela sob uma coroa;
- Escócia: O leão desenfreado;
- País de Gales: O dragão galês.

As cores das regionais de Machin eram as mesmas das principais edições de Machin. Há algumas exceções, por exemplo, as regionais de 41/2p são um azul mais escuro. Nem todos os valores e cores da questão principal aparecem nas regionais, mas como esses desenhos permaneceram em uso nas demais regiões para o resto do século XX, um grande número de valores foi emitido.
A Ilha do Homem tornou-se postalmente autônoma em 5 de julho de 1973 e apenas quatro valores de Machin foram, portanto, emitidos para esta região:
- 2 1⁄2p magenta brilhante
- Ultramarina 3p
- Violeta avermelhada de 5p
- 7 1⁄2+p castanha

## Questões pictóricas
No final da década de 1990, novos desenhos foram produzidos para cada uma das 4 nações britânicas, incluindo (pela primeira vez na inglaterra). Quatro valores foram emitidos para cada nação, em primeiro lugar Escócia e País de Gales em 8 de junho de 1999, Irlanda do Norte em 6 de março de 2001 e, finalmente, Inglaterra em 23 de abril de 2001, cada um mostrando símbolos heráldicos e outros do país relevante. Estes foram inicialmente sem fronteiras (sangramento-total), mas em 2003 estes foram substituídos por selos com fronteiras brancas. Como as taxas postais mudaram, os valores também foram denominados em alguns dos selos. Os valores '2º' e '1º' permaneceram constantes, mas o valor 'E' reverteu para 40p inicialmente, e depois aumentou para 42p, 44p, 48p, 50p e 56p. Os valores de 64p e 65p foram reemitidos como valores de 68p, 72p, 78p, 81p, 90p e 97p. A partir de 2020, os valores foram de £ 1,42 e £ 1,63, respectivamente; a mudança tarifária de janeiro de 2021 fez com que o "terceiro" selo aumentasse para £1,70, mas o selo 'quarto' permaneceu no seu (agora menor) preço de £1,63.